# Барби у божићној причи
Барби у божићној причи је анимирани божићни филм из 2008. у режији Вилијама Лауа, а по сценарију Елис Ален. 14. филм у серији филмова о Барби, заснован је на роману Чарлса Дикенса из 1843. 
У Србији се филм емитовао на Minimax-у и Happy-у.

## Опис филма
Барби прича причу својој млађој сестри Кели, која нерадо иде на добротворни бал за Бадње вече уместо да празник проведе код куће са својом породицом.
Идн Старлинг је гламурозна певачица у викторијанском Лондону, као и уображена, егоцентрична дива са дубоком мржњом према Божићу. Често је прати њен мачор Чазлвит. Запослене у позоришту — Фредија, мађионичара, балерине близнакиње Ен и Нан, кловна Мориса и костимографкињу Кетрин Биднел — Идн укорава због празничног расположења, а она изјављује да ће радити на Божић, покварити им празник планове. Кетрин, која је Иднина најбоља другарица из детињства, безуспешно покушава да је убеди у супротно.
Те ноћи, Идн  посећује дух њене покојне тетке Мари, везану ланцима искованим од њених недела у животу. Мари упозорава Идн да је њени поступци воде истим путем и да ће је посетити три духа у покушају да јој помогну да промени свој начин.
Еден први посећује весели Дух божићне прошлости који Идн враћа у време њеног детињства. Као млада девојка, Идн је била принуђена да учи музику код доминантне тетке Мари уз мало одмора. Идн се тајно искрада из куће да прослави Божић са Кетрин и њеном породицом. Свечаност се прекида доласком разјарене Мари. Након инцидента, Идн је забрањено да прославља Божић, а Мари је додатно усадила своје себичне ставове својој нећакињи.
Следећи посећује весели Дух божићне садашњости. Дух води Идн у позориште где сазнаје за презир других извођача према њој. Дух тада показује Идн да Кетрин посећује локално сиротиште. Кетрин им великодушно поклања одећу и посебно је блиска са осакаћеним сирочетом по имену Тами. Еденово срце омекшава гледајући призор, али постаје забринуто када власник каже Кетрин да ће сиротиште вероватно бити затворено због недостатка средстава.
Коначно, Идн посећује мистериозни, али љубазни трећи дух, Дух Божићне будућности. Идн је шокирана када је затекла да у будућности живи у сиромаштву. Дух објашњава да је Идн отпустила своје запослене, укључујући Кетрин, након што су се једног Божића закаснили на посао. Након тога, глумци које је Еден унајмила да их замени нису успели да импресионирају публику, што је довело до тога да је Идн изгубила славу и богатство. Идн затим посећује Кетрин, која је сада већ искусан модни дизајнер, у њеној новој радњи да тражи помоћ. Кетрин објашњава да је након што ју је Идн отпустила, напустила земљу да нађе посао. Враћајући се месецима касније, финансијски стабилна и спремна да усвоји сироче, Тами, Кетрин је уплашена откривши да је сиротиште затворено, а деца, укључујући Тами, отишла. Од тог дана, постала је разочарана Божићем, фокусирајући се само на напредовање у каријери, па чак и на усвајање погледа на живот и окрутно опхођење према својим радницима. Кетрин тада одбија да помогне осиромашеној Идн и избацује је из њене радње.
Ужаснута, Идн моли духове за још једну прилику да се искупе и промени будућност; након чега се поново буди у својој спаваћој соби на божићно јутро. Испуњена новопронађеном радошћу, Идн стиже у позориште и даје поклоне свим својим запосленима, као и дозвољава им да узму одмор, што мења њихов поглед на њу. На Иднин наговор, Кетрин је води у сиротиште, за које Идн обећава да ће се финансијски издржавати. Фреди стиже са кочијом — коју духови магично претварају у саонице да би се кретале по снегу — и Кетрин и Идн одлазе са њим да проведу Божић са Кетринином породицом. Сироче им махне за поздрав, придружио им се и невидљиви дух тетке Мари, сада ослобођене својих ланаца.
Прича улива Кели нови осећај великодушности. Барбина пријатељица Ники долази да их подсети да касне, а Барби и Кели одлазе на догађај.

## Продаја ДВД-а
Филм је објављен 4. новембра 2008. и зарадио је 6.626.008 долара на ДВД тржишту у Америци. 

## Адаптација
Заснован на књизи Божићна прича Чарлса Дикенса, филм је адаптиран у књигу прича коју је написала Мери Мен-Конг. 